# Модемний пул
Модемний пул (рос. Модемный пул) — технологія, яка використовується в комутованих лініях зв'язку типу Dial-up. 

## Будова й опис технології
Модемний пул складається з серверу доступу, який є спеціалізованим комп'ютером, призначеним для з'єднання модемів з мережею. Користувач встановлює з'єднання через модем з сервером доступу, а потім з'єднується звідти з мережею Інтернет. Деякі сервери доступу мають засоби безпеки, які можуть обмежити з'єднання тільки певними системами, або вимагати від користувача автентифікації. Або ж сервер доступу може бути звичайною машиною з приєднаними до неї модемами.

## Структура
Модемний пул фізично являє собою стандартний каркас, де розміщується певна кількість безкорпусних модемів. На передній панелі знаходиться, як правило, тільки індикація, виходи в телефонну мережу і роз'єми послідовного інтерфейсу підключаються через задню панель. Такий пул містить в собі зазвичай  процесор управління. Оскільки наразі не існує стандартів на організації модемних пулів, вони орієнтовані на використовування модемів тільки певної фірми. До пулу може під'єднуватися дисплей, який відображає поточний стан всіх модемів. Процесор може контролювати стан модемів, встановлювати їх режим роботи, а в деяких випадках і виконувати функцію маршрутизатора, управляючи вбудованим багатоканальним, послідовним інтерфейсом. В останньому випадку такий пул під'єднується безпосередньо до локальної мережі (наприклад, Ethernet), а не до ЕОМ. 

## Призначення
Пул дозволяє запобігати «повисанню» і відключенню телефонних ліній, що помітно підвищує надійність системи. Деякі модеми мають незалежні вузькосмугові (~300 біт/с), додаткові канали для дистанційного керування. Такі канали мають підвищену стійкість, що дозволяє зберігати цілісність системи навіть при тимчасових відімкненнях електроживлення.